# Syrotyne
Syrotyne (ukrainisch Сиротине; russisch Сиротино/Sirotino) ist eine Siedlung städtischen Typs im Westen der ukrainischen Oblast Luhansk mit etwa 1600 Einwohnern.
Syrotyne wurde 1684 zum ersten Mal schriftlich erwähnt und wurde 1938 zu einer Siedlung städtischen Typ erhoben. Die Oblasthauptstadt Luhansk befindet sich 71 Kilometer östlich des Ortes, südwestlich des Ortsgebietes verläuft der Siwerskyj Donez.

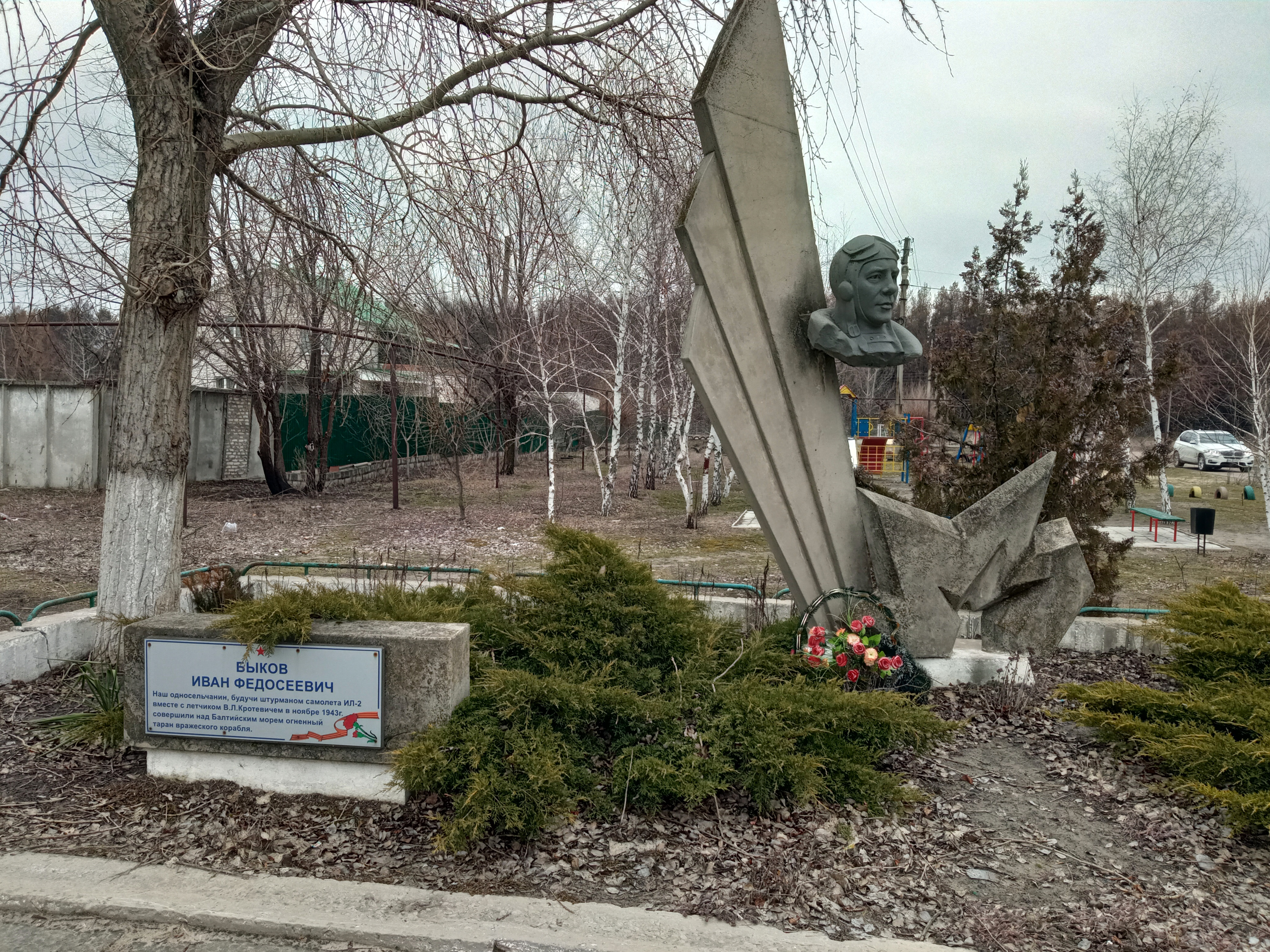
Denkmal im Ort

Am 12. Juni 2020 wurde die Siedlung ein Teil der neugegründeten Stadtgemeinde Sjewjerodonezk (4 Kilometer nördlich gelegen), bis dahin bildete sie zusammen mit den Siedlungen städtischen Typs Metjolkine und Woronowe die gleichnamige Siedlungsratsgemeinde Syrotyne (Сиротинська селищна рада/Syrotynska selyschtschna rada) welche wiederum ein Teil der Stadtratsgemeinde Sjewjerodonezk war die direkt unter Oblastverwaltung stand und im Norden des ihn umschließenden Rajons Popasna lag.
Seit dem 17. Juli 2020 ist sie ein Teil des Rajons Sjewjerodonezk.